# Liste des sénateurs de la Haute-Loire
Liste des sénateurs de la Haute-Loire

## IIIeRépublique
- Balthazar Jacotin de 1876 à 1878
- Edmond du Motier de La Fayette de 1876 à 1890
- Ernest Vissaguet de 1879 à 1920
- Clément Allemand de 1891 à 1900
- Charles Dupuy de 1900 à 1923
- Louis Devins de 1913 à 1917
- Auguste Foulhy de 1920 à 1924
- Francisque Enjolras de 1920 à 1933
- Régis Martin-Binachon de 1924 à 1938
- Édouard Néron de 1924 à 1940
- Julien Fayolle de 1933 à 1935
- Laurent Eynac de 1935 à 1940
- Joseph Antier de 1938 à 1940

## IVeRépublique
- Jean de Lachomette de 1948 à 1959
- Paul Chambriard de 1946 à 1959

## VeRépublique
- Laurent Duplomb depuis 2017
- Olivier Cigolotti (UDI) depuis 2015
- Gérard Roche (DVD) de 2011 à 2017
- Jean Boyer (Union centriste) de 2001 à 2014 (démission)
- Adrien Gouteyron (UMP) de 1978 à 2011
- Guy Vissac de 1998 à 2001
- Régis Ploton de 1996 à 1998
- Jean-Paul Chambriard de 1983 à 1996
- René Chazelle de 1974 à 1983
- Jean Proriol de 1974 à 1978
- Robert Bouvard de 1959 à 1974
- Jean de Lachomette de 1959 à 1974